# Шерешевський Лазар Веніамінович
Лазар Веніамінович Шерешевський (рос. Лазарь Вениаминович Шерешевский, *5 січня 1926, Київ — †15 січня 2008, Москва) — російський поет, перекладач.

## Біографія
Закінчив Горьковський державний університет (1958). Учасник Другої світової війни. Лауреат премії журналу «Литва літературна» (1980). Член Спілки письменників СРСР (1966).

## Твори

### Поезія
- Дороги далекі. Горький, 1958
- Довіра: Вірші. Горький, 1966
- Сузір'я ваг: Вірші. Горький, 1969
- Заломлення. М., 1993
- Так, і я прокрокував війною. М., 1995
- Переміщення термінів: Вірші. М., 1996

### Переклади
- Шахмурзаєв С. Вірші. Нальчик, 1975
- Сулейманов А. С. Симфонія гір: Вірші та поеми. Грозний, 1977
- Межелайтіс Е. Пантоміма: Вірші. М., 1980